# Tilghman Tucker

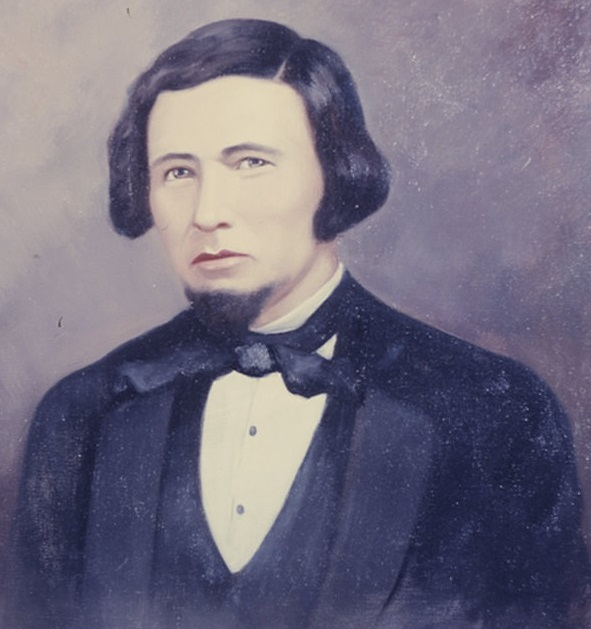
Tilghman Tucker

Tilghman Mayfield Tucker (* 5. Februar 1802 bei Lime Stone Springs, North Carolina; † 3. April 1859 in Bexar, Alabama) war ein US-amerikanischer Politiker und von 1842 bis 1844 Gouverneur des Bundesstaates Mississippi. Zwischen 1844 und 1845 vertrat er seinen Staat im US-Repräsentantenhaus.

## Frühe Jahre und politischer Aufstieg
Tilghman Tucker besuchte die öffentlichen Schulen seiner Heimat. Nach einem Jurastudium begann er in Columbus im Staat Mississippi in seinem neuen Beruf zu arbeiten. Er wurde Mitglied der Demokratischen Partei und war zwischen 1831 und 1835 Abgeordneter im Repräsentantenhaus von Mississippi. Von 1838 bis 1841 gehörte er dem Staatssenat an. Am 1. November 1841 wurde er als Kandidat seiner Partei zum neuen Gouverneur gewählt.

## Gouverneur von Mississippi
Tilghman Tucker trat sein neues Amt am 10. Januar 1842 an. In seiner zweijährigen Amtszeit musste er sich mit den Folgen des Zusammenbruchs der Union Bank auseinandersetzen. Gleichzeitig stellte sich sein Finanzminister Richard S. Graves als Betrüger heraus, der 44.000 Dollar aus der Staatskasse entwendete und sich nach Kanada absetzte. Tuckers Gegner warfen ihm vor, in diesem Fall nicht schnell genug reagiert zu haben. Im Jahr 1843 verzichtete Tucker auf eine erneute Kandidatur.

## Weiterer Lebenslauf
Nach seiner Gouverneurszeit absolvierte Tucker bis 1845 eine Legislaturperiode als Abgeordneter im Kongress. Danach zog er sich aus der Politik zurück und verbrachte seinen Lebensabend auf seiner Plantage Cottonwood in Louisiana. Tilghman Tucker starb 1859 während eines Familienbesuchs in Alabama. Er war zweimal verheiratet und hatte insgesamt vier Kinder.